# جولیتا گیولامیریان
جولیتا هاروتیونی گیولامیریان (ارمنی: Ջուլիետա Հարությունի Գյուլամիրյան؛ زادهٔ ۱۴ ژوئیهٔ ۱۹۴۶) کارشناس علوم پرورشی و استاد اهل ارمنستان است.

## زندگی‌نامه
وی در ۱۴ ژوئیه ۱۹۴۶ در ایروان به دنیا آمد و از دانشگاه دولتی علوم پرورشی خاچاطور آبوویان ارمنستان فارغ‌التحصیل گشت. وی برنده جوایزی همچون مدال خاچاطور آبوویان شد. 